# Epilissus splendidus
Epilissus splendidus är en skalbaggsart som beskrevs av Leon Fairmaire 1889. Epilissus splendidus ingår i släktet Epilissus och familjen bladhorningar. Utöver nominatformen finns också underarten E. s. descarpentriesi.